# The Wayans Bros.
The Wayans Bros. è una serie televisiva statunitense in 101 episodi trasmessi per la prima volta nel corso di 5 stagioni dal 1995 al 1999.
È una sitcom incentrata sulle vicende dei fratelli Marlon e Shawn Williams (interpretati dalla coppia di comici, e fratelli anche nella vita reale, Marlon Wayans e Shawn Wayans, due dei fratelli Wayans).

## Trama
Shawn e Marlon Williams sono due fratelli che vivono in un appartamento sulla Roosevelt Island a New York. Shawn possiede un'edicola nell'immaginario Neidermeyer Building. Nello stesso edificio, il loro padre John "Pops" Williams possiede un ristorante e Deirdre 'Dee' Baxter lavora come guardia di sicurezza.

## Personaggi e interpreti

### Personaggi principali
- Marlon Williams (101 episodi, 1995-1999), interpretato da Marlon Wayans.
- Shawn Williams (101 episodi, 1995-1999), interpretato da Shawn Wayans.
- John 'Pops' Williams (101 episodi, 1995-1999), interpretato da John Witherspoon.
- Deirdre 'Dee' Baxter (80 episodi, 1995-1999), interpretata da Anna Maria Horsford.

### Personaggi secondari
- T.C. (20 episodi, 1995-1998), interpretato da Phill Lewis.
- Monique (12 episodi, 1995-1996), interpretata da Paula Jai Parker.
- Nonna (10 episodi, 1996-1998), interpretata da Ja'net DuBois.
- Lou (7 episodi, 1995), interpretata da Jill Tasker.
- Lisa (6 episodi, 1995), interpretata da Lela Rochon.
- Dupree (6 episodi, 1996-1998), interpretato da Jermaine 'Huggy' Hopkins.
- White Mike (6 episodi, 1995-1996), interpretato da Mitch Mullany.
- Benny (5 episodi, 1995), interpretato da Benny Quan.
- Reggie (4 episodi, 1995), interpretato da Darrel Heath.
- Stacey (3 episodi, 1995-1996), interpretata da Roxanne Beckford.
- Carol (3 episodi, 1995-1996), interpretata da Karen Needle.
- Gail (3 episodi, 1995-1996), interpretata da Gail Neely.
- Cooper (3 episodi, 1998-1999), interpretato da Jeff Boland.
- Heather (3 episodi, 1998-1999), interpretata da Joy Stevens.
- Vanessa (3 episodi, 1998-1999), interpretata da Constance Zimmer.

### Guest star
Paula Abdul, Adrienne Barbeau, Beau Billingslea, Earl Billings, Johnny Brown, Orlando Brown, Angelle Brooks, Monica Calhoun, Héctor Camacho, Bill Cobbs, Kelly Coffield, Busta Rhymes, Gary Coleman, Dee Jay Daniels, Melissa De Sousa, Michael Clarke Duncan, Missy Elliott, Chip Fields, En Vogue, Antonio Fargas, Carmen Filpi, Gloria Gaynor, Pam Grier, Pat Harrington, Jr., Lawrence Hilton-Jacobs, Shari Headley, Sherman Hemsley, Roy Jones, Jr., Tamala Jones, Tracey Cherelle Jones, Andre Jamal Kinney, Tembi Locke, Kenny Lofton, Faizon Love, Barney Martin, Bernie Mac, Christopher Michael, Garrett Morris, Iona Morris, Elise Neal, Ron O'Neal, Devika Parikh, Jack Plotnick, Richard Roundtree, Ronnie Schell, Kellita Smith, Nick Spano, BernNadette Stanis, Keith Sweat, Tammy Townsend, Thea Vidale, Steve Vinovich, Adam West, Kym Whitley, Fred Willard.

## Produzione
La serie, ideata da Leslie Ray, Shawn Wayans, Marlon Wayans e David Steven Simon, fu prodotta da Baby Way Productions, Next to Last Productions e Warner Bros. Television. Le musiche furono composte da Tom Rizzo.

### Registi
Tra i registi sono accreditati:
- John Bowab in 29 episodi (1995-1999)
- Buzz Sapien in 15 episodi (1996-1999)
- Glynn Turman in 7 episodi (1996-1997)
- Tony Singletary in 6 episodi (1995-1996)
- Gerren Keith in 5 episodi (1995-1996)
- Shelley Jensen in 5 episodi (1995)
- Scott Baio in 4 episodi (1996)
- Glenn Casale in 3 episodi (1995)
- Rob Schiller in 2 episodi (1995)
- Joel Zwick in 2 episodi (1995)
- Gary Halvorson in 2 episodi (1996)
- Rae Kraus in 2 episodi (1996)
- Terri McCoy in 2 episodi (1997)
- Aaron Speiser in 2 episodi (1998-1999)
- Shawn Wayans

### Sceneggiatori
Tra gli sceneggiatori sono accreditati:
- Leslie Ray in 101 episodi (1995-1999)
- David Steven Simon in 101 episodi (1995-1999)
- Marlon Wayans in 100 episodi (1995-1999)
- Shawn Wayans in 100 episodi (1995-1999)
- Maiya Williams in 17 episodi (1995-1999)
- Phil Beauman in 14 episodi (1995-1999)
- Robert Bruce in 12 episodi (1996-1999)
- Buddy Johnson in 12 episodi (1996-1999)
- Xavier Cook in 11 episodi (1995-1998)
- Devon Shepard in 5 episodi (1995-1997)
- Josh Goldstein in 4 episodi (1996-1998)

## Distribuzione
La serie fu trasmessa negli Stati Uniti dall'11 gennaio 1995 al 20 maggio 1999 sulla rete televisiva The WB Television Network.
Alcune delle uscite internazionali sono state:
- in Francia il 1º ottobre 2001 (Les frères Wayans)
- in Svezia il 26 gennaio 2003
- nel Regno Unito il 7 aprile 2003
- in Svezia il 13 giugno 2005

## Episodi
| Stagione         | Episodi | Prima TV USA | Prima TV Italia |
| ---------------- | ------- | ------------ | --------------- |
| Prima stagione   | 13      | 1995         |                 |
| Seconda stagione | 22      | 1995-1996    |                 |
| Terza stagione   | 22      | 1996-1997    |                 |
| Quarta stagione  | 22      | 1997-1998    |                 |
| Quinta stagione  | 22      | 1998-1999    |                 |